# Cmentarz żołnierzy sowieckich w Książkach
Cmentarz żołnierzy sowieckich w Książkach – cmentarz wojenny żołnierzy sowieckich zlokalizowany przy ul. Księdza Kujawskiego w Książkach (powiat wąbrzeski, województwo kujawsko-pomorskie).

## Opis
Na cmentarzu spoczywają żołnierze Armii Czerwonej polegli podczas zajmowania wsi w 1945. Na nekropolii pochowano 138 żołnierzy w mogiłach zbiorowych (tylko sześć nazwisk jest znana: Nikołaj Aleksjejewicz Łapuć, Amian Zacharowicz Grygorian, Myrche Uspanow, Aleksander Grigoriewicz Isajewskij, Władimir Pawłowicz Syczew, Aleksander Grigoriewicz Riewkow). W centrum cmentarza stoi obelisk z czerwona gwiazdą, na którego cokole zawieszono tablicę o treści: Bohaterom Armii Radzieckiej poległym w walce o wolność i niepodległość Polski i socjalizm. Społeczeństwo Gminy Książki (dawniej tablica była dwujęzyczna, także po rosyjsku). Najcięższe walki trwały w tym rejonie w końcu stycznia 1945. Niemcy zaciekle bronili przebiegającej przez wieś linii kolejowej nr 353.